# Ferdynand Drabik
Ferdynand Drabik (ur. 5 marca 1911 roku w Stanisławowie, zm. 6 lipca 1988 roku w Warszawie) – artysta-plastyk, designer, scenograf, działacz turystyczny.

## Życiorys
Kształcił się we Lwowie: studiował malarstwo w Państwowym Instytucie Sztuk Plastycznych oraz pracowniach Władysława Lama i Antoniego Michalaka a także architekturę wnętrz na Politechnice Lwowskiej. Wtedy też zaangażował się w ruch turystyczny. Od 1928 roku był członkiem Polskiego Towarzystwa Tatrzańskiego. W latach 1928–39 aktywnie uczestniczył w znakowaniu szlaków turystycznych w Gorganach i Czarnohorze. Brał udział w budowie schroniska PTT na Chomiaku, którym później kierował. Oprócz turystyki górskiej propagował turystykę kajakową i narciarską.
Po II wojnie światowej udał się na Ziemie Zachodnie, gdzie był zaangażowany w organizację i uruchamianie sudeckich schronisk i urządzeń turystycznych, min. na Chełmcu, „Andrzejówka” w Rybnicy Leśnej, na zamku w Zagórzu Śląskim oraz „Harcówka” w Wałbrzychu. Organizował i przewodniczył wałbrzyskiemu Oddziałowi PTT. Od 1947 roku był członkiem Polskiego Towarzystwa Krajoznawczego, a od 1950 roku – PTTK. Następnie przeniósł się do Warszawy, gdzie zaangażował się w prace Oddziału Warszawskiego PTTK, gdzie zajmował się organizacją turystyki w zakładach pracy oraz organizował Warszawskie Dni Turystyki. Zasiadał również w Kapitule Odznaczeń Zarządu Głównego PTTK. Był instruktorem krajoznawstwa, narciarstwa i kształcenia kadr. Organizował imprezy kajakowe (spływy, kursy) oraz krajoznawcze plenery malarskie.
Jako artysta-plastyk zajmował się malarstwem (malarstwo olejne, akwarela), metaloplastyką, scenografią, architekturą wnętrz oraz projektowaniem odzieży i tkanin. Od 1946 roku był członkiem Związku Polskich Artystów Plastyków. Podczas pobytu w Wałbrzychu, w latach 1946-49 był kierownikiem artystycznym w tamtejszym Teatrze Lalki i Aktora. Następnie pełnił funkcje: naczelnika wydziału w Departamencie Wzornictwa Produkcji Ministerstwa Przemysłu Lekkiego (1950-53), doradcy artystycznego Instytutu Wzornictwa Przemysłowego (1953-55) oraz kierownika artystycznego Centralnej Wzorcowni Przemysłu Lniarskiego w Żyrardowie (1955-1960). Trzykrotnie uczestniczył w Kongresach mody (Praga 1957, Paryż 1958, Moskwa 1959). Współpracując z uczelniami artystycznymi, pozyskał wielu absolwentów na rzecz wzornictwa przemysłowego.
Za swą działalność został odznaczony: Krzyżem Kawalerskim Orderu Odrodzenia Polski, Medalem Komisji Edukacji Narodowej, odznaką Zasłużony Działacz Kultury, Złotą Odznaką Zasłużony Działacz Turystyki. Otrzymał również liczne nagrody branżowe oraz dwukrotnie medal Międzynarodowych Targów Poznańskich (1950, 1957). W dniu 5 czerwca 1981 roku otrzymał godność Członka Honorowego PTTK.
Po śmierci został pochowany na Cmentarzu Północnym w Warszawie.